# Helicostegina
Helicostegina es un género de foraminífero bentónico de la subfamilia Helicolepidininae, de la familia Lepidocyclinidae, de la superfamilia Asterigerinoidea, del suborden Rotaliina y del orden Rotaliida. Su especie tipo es Helicostegina dimorpha. Su rango cronoestratigráfico abarca desde el Luteciense (Eoceno medio) hasta el Priaboniense (Eoceno superior).

## Clasificación
Helicostegina incluye a las siguientes especies:
- Helicostegina dimorpha †
- Helicostegina gyralis †
- Helicostegina polygyralis †
- Helicostegina soldadensis †